# ایبایسابال
ایبایسابال (به انگلیسی: Ibaizabal) رودخانه‌ای است که در اسپانیا جریان دارد.